# Bitwa pod Mizushimą
Bitwa pod Mizushimą (jap. 水島の戦い Mizushima no tatakai) – morsko-lądowa bitwa wojny Gempei stoczona 17 listopada 1183 roku. W bitwie tej zwyciężyła armia rodu Taira dowodzona przez Tomomoriego i Noritsune Tairów.
Po przegranej bitwie na przełęczy Kurikara, na skutek ofensywy wojsk Minamotów, Tairowie zostali wyparci ze stolicy Heian-kyō i ulokowali swój sztab w Yashimie (na wyspie Sikoku). Chcąc ją zlikwidować Yoshinaka Minamoto polecił jednemu ze swoich generałów, Yoshiyasu Yadzie, przystąpić do ataku. Yada wyruszył z zamiarem przeprawienia się przez Morze Wewnętrzne niedaleko Mizushimy w prowincji Bitchū. Przeciwko nim wyruszyła flota Tairów dowodzona przez Tomomoriego i Noritsune Tairów. 
Do obozujących nad brzegiem Minamotów Tairowie wysłali posła z wyzwaniem do bitwy; oddziały Yady rozpoczęły więc pospieszny załadunek na statki. W jego trakcie zostali zaskoczeni przez wrogą flotę, której okręty zostały powiązane, a między nimi ułożono pomosty tworząc dość stabilną konstrukcję. Bitwę rozpoczęło ostrzeliwanie z łuków, po czym samuraje obu stron zwarli się w walce wręcz na okrętach; wielu żołnierzy potonęło, wpadając do morza w ciężkich zbrojach. Górę wzięli w końcu bardziej doświadczeni Tairowie, którzy mieli też na swoich okrętach konnicę. Gdy flota zbliżyła się do brzegu, kawalerzyści wyładowali wierzchowce, wskoczyli na siodła i przypuścili szarżę w bród na brzeg, rozbijając przeciwnika całkowicie.
Na wieść o porażce Yoshinaka Minamoto zebrał wojska i ruszył do prowincji Bizen, by rozprawić się z tamtejszymi poplecznikami Tairów, co doprowadziło do bitwy o Fukuryūji.